# Список генерал-оберстов Австро-Венгрии

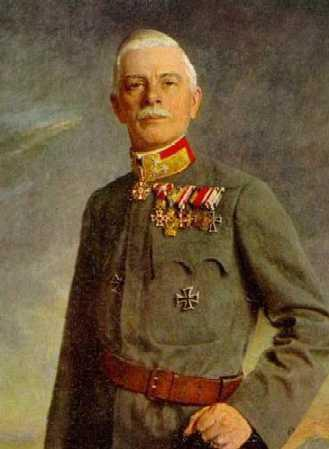
Рудольф Штёгер-Штайнер фон Штайнштеттен в форме генерал-оберста.

Генерал-оберст (Generaloberst) — чин в вооружённых силах Австро-Венгерской империи.
B вооружённых силах Австро-Венгрии в Первую мировую войну (1915—1918) чин генерал-оберста (генерал-полковника) был высшим генеральским чином. Было введено в 1915 году, за ним следовал чин фельдмаршала.
B вооружённыx силах Австрии нет звания «генерал-оберст». Эквивалент в войсках и силах Российской Федерации — генерал армии.

## Персоналии
Список австро-венгерских генерал-оберстов (нем. Generaloberst), служивших в Первую мировую войну.
| Императорская и королевская армия                                 |                                           |                                     |
| Младшее звание: Генерал пехоты Генерал кавалерии Фельдцейхмейстер | Генерал-полковник (четырёх-звёздный ранг) | Старшее звание: Генерал-фельдмаршал |

## Список генерал-оберстов
| Дата получения звания | Имя                                     | Должность                                         | Годы жизни |
| --------------------- | --------------------------------------- | ------------------------------------------------- | ---------- |
| 26 февраля 1916       | эрцгерцог Иосиф Фердинанд               | Командующий Итальянским фронтом 1-й мировой войны | 1872—1942  |
| 26 февраля 1916       | Фридрих фон Бек-Ржиковский              | Начальник ГШ вооружённых сил Австро-Венгрии       | 1830—1920  |
| 27 февраля 1916       | Эдуард фон Паар                         | Генерал-адъютант Франца Иосифа I                  | 1837—1919  |
| 28 февраля 1916       | Артур фон Больфрас                      | Начальник военной канцелярии Франца Иосифа I      | 1838—1922  |
| 6 мая 1916            | Фридрих фон Георги                      | Министр ландвера Цислейтании                      | 1852—1926  |
| 8 мая 1916            | Карл фон Пфланцер-Бальтин               | Командующий 7-й армией                            | 1855—1925  |
| 9 мая 1916            | Виктор Данкль                           | Командующий 11-й армией                           | 1854—1941  |
| 11 мая 1916           | Карл Терстянски фон Надас               | Командующий 3-й армией                            | 1854—1921  |
| 13 мая 1916           | Пауль Пухалло фон Брлог                 | Командующий 1-й и 3-й армиями                     | 1856—1926  |
| 20 мая 1916           | эрцгерцог Леопольд Сальватор            | Штаб артиллерии                                   | 1863—1931  |
| 10 ноября 1916        | Карл фон Кирхбах ауф Лаутербах          | Командующий 3-й и 4-й армиями                     | 1856—1939  |
| 13 мая 1917           | Адольф фон Ремен цу Баренсфельс         | Генерал-губернатор Сербии                         | 1855—1932  |
| 14 мая 1917           | Карл Гуйн                               | Военный губернатор Галиции                        | 1857—1938  |
| 15 мая 1917           | Герман Кусманек фон Бургнойштедтен      |                                                   | 1860—1934  |
| 16 мая 1917           | Карл Критек                             | Командующий 3-й и 7-й армиями                     | 1861—1928  |
| 10 августа 1917       | Венцель фон Вурм                        | Командующий 4-й армией                            | 1859—1921  |
| 11 августа 1917       | Самуэль фон Хацаи                       |                                                   | 1851—1942  |
| 12 августа 1917       | Леопольд фон Хауер                      | Командующий кавалерийским корпусом Хауера         | 1854—1933  |
| 16 ноября 1917        | Виктор фон Шойхенштойель                | Командующий 11-й армией                           | 1857—1938  |
| 17 ноября 1917        | Стефан Саркотич фон Ловчен              | Губернатор Боснии и Герцеговины                   | 1858—1939  |
| 25 февраля 1918       | Йозеф Рот фон Лиманова-Лапанув          | Командующий XX корпусом                           | 1859—1927  |
| 26 февраля 1918       | Артур Арц фон Штрауссенберг             | Начальник ГШ вооружённых сил Австро-Венгрии       | 1857—1935  |
| 10 мая 1918           | Гуго Мартини фон Маластув               | Командующий III-м корпусом                        | 1860—1940  |
| 11 мая 1918           | Рудольф Штёгер-Штайнер фон Штайнштеттен | Военный министр Австро-Венгрии                    | 1861—1921  |
| 11 ноября 1918        | князь Алоиз фон Шёнбург-Хартенштейн     | Командующий 6-й армией                            | 1858—1944  |

## Знаки различия

Знак различия генерал-оберста.

Знаками различия служили вышитые три шестиконечные звезды с венком на петлицах размещённых на воротнике мундира, с обеих сторон.